# Караї Сенрю
Караї Сенрю (1718 — 30 жовтня 1790) — японський поет періоду Едо. Засновник поетичного жанру сенрю. Відомий також як Караї Масаміті.

## Життєпис
Народився в 1718 році в родині голови селища при храмі Рюходзі в Асакуса (один з районів тодішнього Едо). Після церемонії повноліття отримав ім'я Хатіемон. Зустрічається твердження, що проходив навчання в школі хайкай Данрін, але точних відомостей про це до нас не дійшло. У 1756 році Караї успадкував посадуголовис елища. 
З 1757 року починає працювати суддею (тендзя) на конкурсах маекудзуке і в цій якості знаходить велику популярність. загалом на поетичних конкурсах з сенрю за життя засновника жанру виступило близько 250 тис. осіб. З 1765 спільними зусиллями Караї і Ґорьокена Арубесі починається публікація кращих віршів, відібраних з цих конкурсів, під загальною назвою «Хайфу Янагідару». Їх продовжували видавати аж до 1833 року, і в цілому вийшло 167 томів, але кращими з них до цих пір вважаються перші.
Після смерті 1790 року офіційний титул головного сенрюїста країни. Другим і третім сенрю стали старший і другий сини самого Караї. Нинішній сенрю-сан, Вакія Сенрю є 15-м. За традицією судді конкурсів сенрю в Японії повинні бути схвалені тим, хто носить цей титул.
Караї Сенрю поховано в храмі Рюходзі в Токіо. В даний час день смерті Караї Сенрю відзначають 23 вересня і щорічно в його пам'ять проходить буддійське богослужіння, шанувальники приносять на могилу квіти і влаштовують його.

## Творчість
Складав сатиричні вірші під псевднонимом Сенрю (Річкова верба). За його життя вийшло 23 збірки «Хайфу Янагідару». Його вірші визначалися майстерність та вишуканим естетичним смаком.